# Guiu I Bonacolsi
Guiu I Bonacolsi fou fill de Pinamonte Bonacolsi. Fou cavaller de l'Orde Teutònic i va rebre del Bisbe de Trento la investidura de Bardellona. No es coneix la data de la seva mort ni tampoc se li coneixen descendents.